# Benigne del Velai
Benigne del Velai fou bisbe de lo Puèi de Velai (també anomenada Anis, d'Anitium) que va exercir segurament al començament del segle vii. És venerat com a sant per diverses confessions cristianes.

## Biografia
Res de cert se sap de la seva vida i la data del seu bisbat no es pot fixar amb certesa tot i que hauria estat contemporani de Constanci d'Albi (625-647) i podria haver succeït Aureli del Velai. Segons la tradició va fundar l'hospital de la vila davant la catedral, però aquesta afirmació té poc suport en restes arqueològiques i es dubta fins i tot que l'església de lo Puèi existís al segle vi, ja que la seu del bisbat no es va establir finalment en aquesta vila fins al final del segle ix. Fins llavors, la seu de la diòcesi era a Ruessium, l'actual Saint-Paulien.
Les seves relíquies es conserven a l'església de Saint-Vosy de lo Puèi de Velai. El va succeir sant Agripà.